# Тайнский велопешеходный тоннель
Тайнский велопешеходный тоннель (англ. Tyne cyclist and pedestrian tunnels) — первый в Великобритании тоннель, построенный специально для велосипедистов. Проложен под рекой Тайн между Хаудоном и Джарроу. Открыт в 1951 году во время Фестиваля Британии. Стоимость строительства составила 833 000 фунтов стерлингов, тоннелем первоначально пользовалось до 20 000 человек в день. Фактически, тоннель состоит из двух туннелей, идущих параллельно: один, предназначенный для пешеходов, имеет высоту 3,2 м; второй, для велосипедистов, имеет высоту 3,7 м. Оба туннеля имеют длину 270 м и проходят на глубине 12 м ниже русла реки. Тоннель является памятником архитектуры II категории.
Спуск к тоннелям с каждой стороны осуществляется с помощью эскалаторов и лифта. Сохранились оригинальные эскалаторы фирмы Waygood-Otis 1951 года с 306 деревянными ступеньками. На момент строительства они стали самыми высокими однопролётными эскалаторами Великобритании: высота — 26 м, длина — 60 м. В 1992 году более высокие эскалаторы (27,4 м) были установлены на станции Эйнджел лондонскогом метро. Эскалаторы Тайнского тоннеля остаются самыми длинными деревянными эскалаторами в мире.
В 2013 году пешеходным туннелем пользовались 20 000 человек в месяц.

## Реставрация
В октябре 2010 — начале 2011 года эскалаторы и лифтовые шахты должны были пройти модернизацию. Стоимость работ составляла 500 000 фунтов стерлингов. После этого весь тоннель подлежал реставрации стоимостью 6 000 000 фунтов стерлингов со сроком окончания в 2011 году, однако после нескольких задержек дата открытия обновлённого тоннеля была перенесена на лето 2019 года.
В 2012 году подрядчик GB Building Solutions из Ньюкасла получил контракт на реставрацию стоимостью 4,9 миллиона фунтов стерлингов, согласно которому два из четырёх оригинальных эскалаторов должны были быть заменены наклонными лифтами. Также замене подлежали изношенные электрические и механические системы тоннеля. Однако в 2015 году GB Building Solutions оказалась под внешним управлением, что задержало выполнение работ.
Два оставшихся эскалатора, имеющих историческое значение, предполагается вывести из эксплуатации и оставить в качестве музейного экспоната.
Помимо реставрации несущих конструкций и облицовки тоннеля в тоннеле установлены новые системы освещения, видеонаблюдения, управления и связи. На время закрытия тоннеля был организован бесплатный автобусный маршрут для пешеходов и велосипедистов.
Туннель вновь открылся в полдень 7 августа 2019 года. Первоначальный режим работы составил 14 часов в сутки в связи с продолжением работ по установке новых наклонных лифтов, после чего он должен перейти на круглосуточную работу. К декабрю 2019 года количество переходов через тоннель превысило 20000, причем около 25 % пользователей составляли велосипедисты.